# Tetranchyroderma pugetense
Tetranchyroderma pugetense is een buikharige uit de familie Thaumastodermatidae. Het dier komt uit het geslacht Tetranchyroderma. Tetranchyroderma pugetense werd in 1957 voor het eerst wetenschappelijk beschreven door Wieser. 